# Eastern Time Zone (Észak-Amerika)

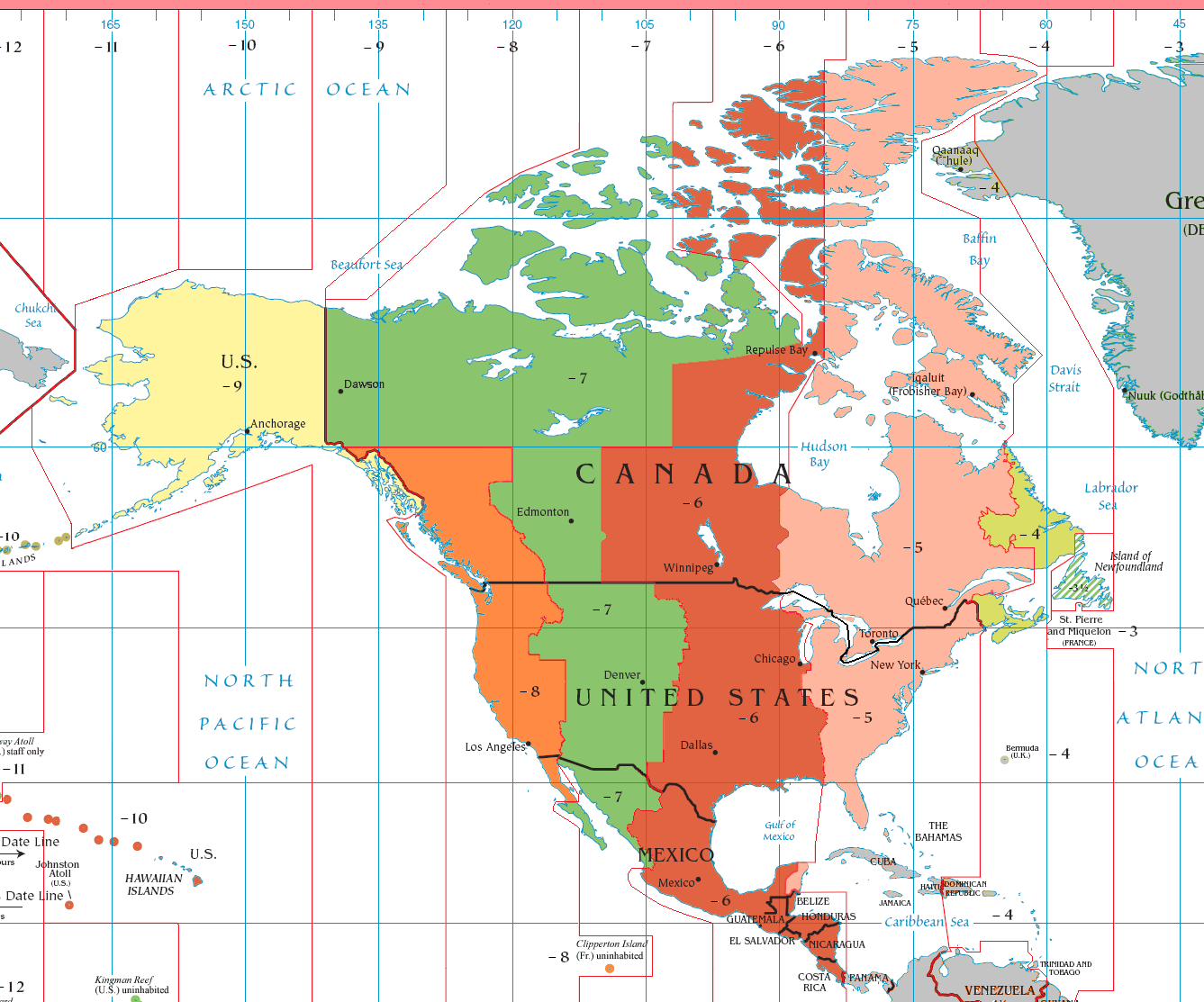

Az amerikai keleti parti idő (angolul Eastern Time Zone, ET) egy időzóna, amelyet főként Észak-Amerika keleti felén, annak legsűrűbben lakott részein használnak.
Ez standard időben megegyezik az Eastern Standard Time-mal (röviden EST), a nyári időszámítás idején pedig az Eastern Daylight Time-nak (röviden EDT) felel meg.
Amikor a Eastern Time Zone szerint dél van, akkor Magyarországon este 6 óra van, télen éppúgy, mint nyáron.
Kivétel ez alól az átállás időszaka: tavasszal 2-3 héten keresztül, ősszel pedig egy héten át a különbség csak 5 óra.

## EST
Az Eastern Standard Time (röviden EST) az UTC-5-nek felel meg, azaz öt órával hátrébb van, mint az egyezményes koordinált világidő (Universal Time Coordinated, UTC). Ezért ha az UTC szerint dél van, akkor az EST zónában még csak reggel 7 óra. Ugyanekkor Magyarországon UTC+1, azaz déli 1 óra van.
A keleti parti idő a téli hónapokban ennek felel meg.

## EDT
Az Eastern Daylight Time (röviden EDT) az UTC-4-nek felel meg, azaz az egyezményes világidőnél 4 órával hátrébb van. Ezért ha UTC szerint dél van, akkor az EDT zónában még csak reggel 8 óra. Ugyanekkor Magyarországon UTC+2, azaz 14 óra van.
A keleti parti idő a nyári hónapokban ennek felel meg.

## Az átállás ideje
Spring forward… Fall back…., azaz „tavasszal előre, ősszel visszaállítjuk” az órákat a standard és a nyári időszámítás közötti átálláskor. Ez az EST és az EDT között az Amerikai Egyesült Államokban 2007 óta március második vasárnapján, illetve november első vasárnapján, éjjel kettőkor történik.
Az amerikai és az európai átállás nincs szinkronban egymással. Mi március és október utolsó vasárnapján állítjuk át az órákat, ez pedig az eltérést tavasszal 2-3 héten keresztül, ősszel pedig egy héten át öt órára csökkenti. Az alábbi táblázat az UTC szerinti déli 12 óra példáján szemlélteti ezt:
| Az órák állása New Yorkban és Budapesten, amikor UTC szerint déli tizenkét óra van | Az órák állása New Yorkban és Budapesten, amikor UTC szerint déli tizenkét óra van | Az órák állása New Yorkban és Budapesten, amikor UTC szerint déli tizenkét óra van | Az órák állása New Yorkban és Budapesten, amikor UTC szerint déli tizenkét óra van |
|                                                                                    | New York                                                                           | Budapest                                                                           | különbség                                                                          |
| ---------------------------------------------------------------------------------- | ---------------------------------------------------------------------------------- | ---------------------------------------------------------------------------------- | ---------------------------------------------------------------------------------- |
| A téli félévben                                                                    | UTC-5 reggel 7 óra                                                                 | UTC+1 déli 1 óra                                                                   | 6 óra                                                                              |
| Március második és utolsó vasárnapja között                                        | UTC-4 reggel 8 óra                                                                 | UTC+1 déli 1 óra                                                                   | 5 óra                                                                              |
| A nyári félévben                                                                   | UTC-4 reggel 8 óra                                                                 | UTC+2 déli 2 óra                                                                   | 6 óra                                                                              |
| Október utolsó és november első vasárnapja között                                  | UTC-4 reggel 8 óra                                                                 | UTC+1 déli 1 óra                                                                   | 5 óra                                                                              |

## Területek
Az Egyesült Államokban a következő államokban használják: Connecticut, Delaware, Dél-Karolina, Észak-Karolina, Georgia, Maine, Maryland, Massachusetts, New Hampshire, New Jersey, New York, Nyugat-Virginia, Ohio, Pennsylvania, Rhode Island, Vermont, Virginia. Ezen kívül további államokban, így Kentucky, Tennessee, Florida, Michigan és Indiana egyes részein.
Kanadában Ontario és Quebec nagyobb részén használják, Brazíliában Acre államban és Amazonas állam délnyugati részén, illetve az alábbi országokban: Kuba, Bahama-szigetek, Kolumbia, Ecuador, Peru, Jamaica, Haiti és Panama.

## Kapcsolódó hivatkozások
- A világ időzónáinak térképe Archiválva 2015. december 24-i dátummal a Wayback Machine-ben (angolul)
- Az Egyesült Államok időzónái Archiválva 2009. február 15-i dátummal a Wayback Machine-ben (angolul)
- Kanada időzónái (angolul)